# Чичерина, Софья Николаевна
Софья Николаевна Чичерина (28 октября [10 ноября] 1904, Санкт-Петербург — 24 октября 1983, Москва) — советская пианистка и композитор.

## Биография
Родилась в дворянской семье. Отец — Николай Васильевич Чичерин (1865—1939) — был музыкантом-любителем. Росла в родовом имении Чичериных в Тамбовской губернии. В 1924—1931 годах училась в Ленинградской консерватории у В. В. Щербачёва и Н. Н. Загорного. В 1920—1930-е годы написала кантату «Памяти Кирова» для смешанного хора и симфонического оркестра, ряд фортепианных сочинений и несколько циклов песен, в частности «Восемь песен на тексты Сафо» и «Песни Салавата».
В годы Великой Отечественной войны создала несколько вокальных произведений на военную тему (вокальный цикл «Отечественная война» и др.). В 1942—1944 годах жила в эвакуации в Новосибирске. В 1950—1970-е годы написала ряд крупных симфонических произведений, в числе которых увертюры и пять симфоний. Наиболее известной из симфоний считается Четвёртая для струнного оркестра и литавр, оконченная в 1971 году.
В 1974 году композитор переехала в Москву. В последнее десятилетие жизни создала семь струнных концертов. Умерла в Москве в 1983 году, похоронена на ленинградском Серафимовском кладбище.

## Оценка творчества
«Обширное творчество композитора Софьи Николаевны Чичериной <…> обладает такими неоспоримыми достоинствами, как высокий художественный вкус и отточенность формы, мелодичность, лирическая непосредственность и теплота. <…> В стройности, продуманности формы, в национальной почвенности музыкального языка, в гармоничной цельности мироощущения композитора явственны связи с „петербургской ветвью“
русской музыкальной классики» (Майя Прицкер)